# Ted Raimi
Ted Raimi (Theodore Raimi, 14 de dezembro de 1965) é um ator estado-unidense mais conhecido por seu papel nas séries de Tv Xena: Warrior Princess, Hercules: The Legendary Journeys e SeaQuest DSV.
Ted é irmão mais novo do produtor-escritor Sam Raimi, que esteve envolvido na produção de Xena: Warrior Princess e Spider-Man.

## Vida pessoal
Ted é filho da modelo Celia Barbara e do empresário Leonardo Raimi, sendo o mais jovem de quatro irmãos. Quando criança, Bruce Campbell, que mais tarde contracenou várias vezes com ele, foi seu babá. Ted frequentou a Universidade do Michigan, mas se formou na Universidade de Detroit. Ele começou a atuar nos filmes de seu irmão, Sam, seu outro irmão, Ivan Raimi, também está seguidamente envolvidos com ambos em produções de TV e cinema.

## Carreira
Ted teve a oportunidade de fazer carreira no mundo da moda, no entanto decidiu ser ator, pois desde pequeno entretinha a família com teatrinhos. Seu primeiro grande trabalho foi a série Motor City. Chegou em Los Angeles em 1988 para buscar oportunidades en Hollywood, a partir daí apareceu em vários trabalhos produzidos por seu irmão, Sam Raimi, tais como The Evil Dead , Evil Dead 2 , Army of Darkness, Darkman e na série de filmes Spider-Man, Raimi também fez pontas em filmes como Patriot Games, Clear and Present Danger. Mais tarde foi protagonista em Lunatics: A Love Story, dirigida por Josh Becker.
Seu segundo papel de protagonista foi no clássico filme de Terror, Skinner - O Mutilador em 1993, onde interpreta Dennis Skinner, um agradável serial killer. Também tem aparição em Guardiões da Bahia, Picos Gêmeos e em Alf. Sem dúvida nenhuma, seu melhor papel foi o trapalhão Joxer em Xena: Warrior Princess, onde atuou em 42 episódios de 1996 até 2001 e na série Hercules: The Legendary Journeys, atuou também como Joxer e como Alex Kurtzman. Raimi fez uma dublagem na série animada Invader Zim, para depois fazer uma participação na série seaQuest DSV.
Em 2022, Ted participou da produção do jogo de videogame The Quarry como Xerife Travis Hackett, onde atuou na dublagem, movimentação e expressão facial.

## Filmografia

### Cinema
| Ano  | Título                                                               | Papel | Descrição        |           |
| ---- | -------------------------------------------------------------------- | --- | ---------------- | --------- |
| 1981 | The Evil Dead                                                        | Fake Shemp                                                                                                 |                  |           |
| 1985 | Crimewave                                                            | Waiter |                  |           |
| 1985 | Stryker's War                                                        | Chain Man                                                                                                  |                  |           |
| 1987 | Evil Dead II                                                         | Possessed Henrietta                                                                                        |                  |           |
| 1987 | Blood Rage                                                           | Condom Salesman                                                                                            |                  |           |
| 1989 | Easy Wheels                                                          | Charlie |                  |           |
| 1989 | Intruder                                                             | Produce Joe                                                                                                |                  |           |
| 1989 | Shocker                                                              | Pac Man |                  |           |
| 1990 | Darkman                                                              | Rick |                  |           |
| 1990 | Postcards from the Edge                                              | | não creditado    |           |
| 1991 | Lunatics: A Love Story                                               | Hank Stone                                                                                                 |                  |           |
| 1992 | The Fountain Clowns                                                  | Hayden |                  |           |
| 1992 | The Finishing Touch                                                  | Detective Arnold                                                                                           |                  |           |
| 1992 | Eddie Presley                                                        | Scooter |                  |           |
| 1992 | Patriot Games                                                        | CIA Technician                                                                                             |                  |           |
| 1992 | Candyman                                                             | Billy |                  |           |
| 1992 | Inside Out IV                                                        | | Video            |           |
| 1993 | "SeaQuest DSV"                                                       | Lt. Timothy O'Neill                                                                                        | série de TV      |           |
| 1993 | Bikini Squad                                                         | Scared Onlooker                                                                                            | não creditado    |           |
| 1993 | Army of Darkness                                                     | Cowardly Warrior/Second Supportive Villager/S-Mart Clerk/Warrior with an eyepatch/Deadite with an eyepatch |                  |           |
| 1993 | Maniac Cop 3: Badge of Silence                                       | Reporter                                                                                                   |                  |           |
| 1993 | Born Yesterday                                                       | Cynthia's Assistant                                                                                        |                  |           |
| 1993 | Hard Target                                                          | Man on the Street                                                                                          |                  |           |
| 1994 | In This Corner                                                       | Interviewer                                                                                                |                  |           |
| 1994 | Floundering                                                          | Sale Salesman                                                                                              |                  |           |
| 1994 | Clear and Present Danger                                             | Satellite Analyst                                                                                          |                  |           |
| 1995 | Stuart Saves His Family                                              | Hal |                  |           |
| 1995 | Skinner - O Mutilador                                                | Dennis Skinner                                                                                             |                  |           |
| 1996 | The Shot                                                             | Detective Corelli                                                                                          |                  |           |
| 1996 | Apollo 11                                                            | Steve Bales                                                                                                | TV               |           |
| 1996 | Xena: Warrior Princess                                               | Joxer | (1996-2001)      |           |
| 1997 | Pathos                                                               | The Workaholic                                                                                             |                  |           |
| 1997 | Hercules: The Legendary Journeys                                     | Joxer | (1997-1998)      |           |
| 1998 | Between the Sheets                                                   | Gabriel/A.D.R. Mixer                                                                                       |                  |           |
| 1998 | Hercules and Xena - The Animated Movie: The Battle for Mount Olympus | Crius | Video            |           |
| 1999 | Iggy Vile M.D.                                                       | | TV               |           |
| 1999 | Freak Talks About Sex                                                | Jackie's Husband                                                                                           |                  |           |
| 1999 | For Love of the Game                                                 | Gallery Doorman                                                                                            |                  |           |
| 2000 | Growing Season                                                       | Danny |                  |           |
| 2001 | The Attic Expeditions                                                | Dr. Coffee                                                                                                 |                  |           |
| 2001 | "Primetime Glick"                                                    | Various | série de TV      |           |
| 2002 | Spider-Man                                                           | Hoffman |                  |           |
| 2002 | Fatal Kiss                                                           | Bob Reynolds                                                                                               | TV               |           |
| 2002 | "Invader ZIM"                                                        | Holographic Marzoid Head/Invader Skoodge                                                                   | série de TV      |           |
| 2004 | Tales from the Crapper                                               | Next Door Neighbour                                                                                        | Video            |           |
| 2004 | Spider-Man 2                                                         | Hoffman |                  |           |
| 2004 | The Grudge                                                           | Alex |                  |           |
| 2004 | Illusion                                                             | Ian |                  |           |
| 2005 | Kalamazoo?                                                           | Angel |                  |           |
| 2005 | Man with the Screaming Brain                                         | Pavel |                  |           |
| 2005 | Xena: The 10th Anniversary Collection                                | Joxer | Video            |           |
| 2005 | Pledge of Allegiance                                                 | Phelps |                  |           |
| 2005 | Freezerburn                                                          | Special Agent Johnson                                                                                      |                  |           |
| 2005 | Nice Guys                                                            | Special Agent Brown                                                                                        |                  |           |
| 2005 | Raptor Island 2: Raptor Planet                                       | Mr. Tygon                                                                                                  | pós-produção     |           |
| 2005 | 2006                                                                 | High Midnight                                                                                              | Earl             | Anunciado |
| 2007 | Spider-Man 3                                                         | Hoffman |                  |           |
| 2007 | My Name is Bruce                                                     | Wing | pós-produção     |           |
| 2007 | Planet Raptor                                                        | Dy. Tygon                                                                                                  | Feito para TV    |           |
| 2008 | Diamonds and Guns                                                    | O Landord                                                                                                  | Video.           |           |
| 2008 | The Midnight Meat Train                                              | Randle Cooper                                                                                              |                  |           |
| 2009 | Drag Me to Hell                                                      | Doutor | Partic. Especial |           |
| 2013 | Oz: The Great and Powerful                                           | Skeptic |                  |           |

### Televisão
| Ano  | Título                             | Papel                    | #episódios              |
| ---- | ---------------------------------- | ------------------------ | ----------------------- |
| 1989 | "Alien Nation"                     | Johnny Appleseed         | 1                       |
| 1989 | "ALF"                              | Julius                   | 1                       |
| 1991 | "Twin Peaks"                       | Rusty, Heavy Metal Youth | 2                       |
| 1995 | "Xena: Warrior Princess"           | Joxer                    | 42 episodes (1996-2001) |
| 1996 | "American Gothic"                  | Ted Parker               | 1                       |
| 1997 | "Hercules: The Legendary Journeys" | Joxer the Mighty         | 3                       |
| 2002 | "Odyssey 5"                        | Harry Mudd               | 1                       |
| 2005 | "CSI: NY"                          | Garage Joe/Joe Strahil   | 1                       |
| 2006 | "Masters of Horror"                | Father Tulli             | 2                       |
| 2008 | "Legend of the Seeker"             | Sebastian                | 1                       |
| 2008 | "Supernatural"                     | Wesley Mondale           | 1                       |

### Escritor
| Ano  | Título         | Descrição |
| ---- | -------------- | --------- |
| 1993 | "SeaQuest DSV" |           |
| 1998 | Normal Joe     | TV        |
| 1999 | Iggy Vile M.D. | TV        |

### Videogame
| Ano  | Título                  | Papel  | Descrição   |
| ---- | ----------------------- | ------ | ----------- |
| 2005 | Evil Dead: Regeneration | Sam    | Voz         |
| 2022 | The Quarry              | Travis | Voz e Mocap |

### Outras funções
| Ano  | Título    | Função |
| ---- | --------- | ------ |
| 1985 | Crimewave | Editor |